# Eck Robertson

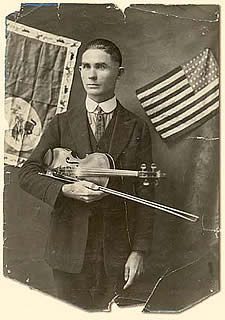
Eck Robertson um 1922

Alexander Campbell „Eck“ Robertson (* 20. November 1887 in Delaney, Arkansas; † 15. Februar 1975 in Borger, Texas) war ein US-amerikanischer Old-Time-Musiker. Robertson gilt – zusammen mit Henry Gilliland – als der erste Country-Musiker, der je Aufnahmen auf Schallplatte machte.

## Leben

### Kindheit und Jugend
Eck Robertson, benannt nach einem bekannten christlichen Pastor, wurde 1887 in Delaney, Arkansas, geboren. Um 1891 zog die Familie aber nach Texas, wo Robertson auf einer Farm nahe Amarillo aufwuchs. Mit fünf Jahren lernte Robertson, Fiedel zu spielen und beherrschte später auch noch Gitarre und Banjo. Ab 1904 zog Robertson mit einer Medicine Show umher. Hier verband er die traditionellen Fiedelmelodien seiner Heimat mit Vaudevilles und entwickelte den „Texas Style“ des Fiddelns, der später für den Western Swing relevant werden sollte. 1906 heiratete er und ließ sich in Texas nieder.

### Karriere
Bereits um 1910 war Robertson weitreichend als Entertainer bekannt. Sein Talent als Unterhalter und Fiedler verhalf ihm bereits vor seinen Plattenaufnahmen zu einer immensen Popularität. Robertson erzählte Witze, Geschichten, unterhielt die Leute mit Musik und gewann Fiedel-Wettbewerbe wie kein anderer. Genau diese Wettbewerbe, genannt „Fiddler’s Contests“, machten ihn so berühmt.
Zusammen mit seinem Freund Henry C. Gilliland reiste Robertson im Juni 1922 nach Virginia, um auf einer Bürgerkriegsveteranen-Reunion zu spielen. Doch während der Veranstaltung kam es den beiden Musikern, warum auch immer, in den Sinn, nach New York City zu reisen, um Plattenaufnahmen zu machen. Gilliland kannte einen befreundeten Anwalt, der in New York wohnte und die beiden Musiker aufnahm. Zuerst besichtigten Robertson und Gilliland, immer noch in Konföderiertentracht, die Stadt; einen Tag später spielten sie in ihren Südstaaten-Uniformen den Direktoren der Victor Records vor und schafften es, ihr Interesse zu wecken. Vor Robertson und Gilliland hatten die Labels Old-Time, Mountain Music und Hillbilly ignoriert. Robertson spielte mit Gilliland einige Stücke ein, doch es war das Solostück Sallie Gooden von Robertson, das auf der A-Seite im März 1923 veröffentlicht wurde. Diese Platte gilt als der kommerzielle Anfang des Genres, das später Country-Musik genannt wurde.
Am 29. März 1923, fast ein Jahr später, trat Robertson in Texas bei dem Radiosender WBAP auf und spielte die Stücke Sallie Gooden und Arkansas Traveler. Es war einer seiner ersten Radioauftritte und ebenfalls einer der ersten von ländlichen Musikern.
Während der 1920er Jahre spielte Robertson keine weiteren Platten ein. Stattdessen spielte er im Radio, auf Fiedel-Wettbewerben und war regelmäßiger Gast der „Annual Old Confederate Soldiers’ Reunions“, der Veranstaltung, die er und Gilliland 1922 für New York verlassen hatten. Ende des Jahrzehnts hatte Robertson Engagements in der Grand Ole Opry und Ralph Peer überzeugte ihn schließlich 1929 davon, wieder in ein Studio zu gehen. Im August desselben Jahres spielte Robertson zusammen mit seiner Frau Nettie (Gitarre), Tochter Daphne (Gitarre) und Sohn Dueron (Banjo) einige Stücke ein. Im darauf folgenden Monat machte er mit Fiedler J.B. Cranfill seine letzten Aufnahmen.
Robertson trat aber weiterhin häufig auf, spielte auf Barn Dances, in Theatern und im Radio. In den 1960er Jahren besuchte John Cohen den bereits greisen Mann in Amarillo, Texas, wo Robertson nun wohnte, und nahm die letzten Stücke seines Lebens auf. Das Folk-Revival erlaubte Robertson zum letzten Mal ein wenig Bekanntheit und einige Konzerte.

## Diskografie

### Singles
| Datum                   | Titel mit Aufnahmedatum                                                                                          | Anmerkungen                       |
| ----------------------- | --- | --------------------------------- |
| RCA Victor              | |                                   |
| 1923                    | Sallie Gooden (1. Juli 1922) / Arkansaw Traveller (30. Juni 1922)                                                | B-Seite mit Henry Gilliland       |
| 1923                    | Turkey in the Straw (30. Juni 1922) / Ragtime Annie (1. Juli 1922)                                               |                                   |
| 1924                    | Sallie Johnson & Billy in the Low Groundⓘ / Done Gone (Juni 1922)                                                |                                   |
| 1929                    | There’s A Brown Skin Girl Down The Road Somewhere / Texas Wagoner (12. August 1929)                              |                                   |
| 1929                    | Amarillo Waltz / Brilliancy Medley (11. Oktober 1929)                                                            |                                   |
| 1930                    | Brown Kelly Waltz, Pt. 1 / Brown Kelly Waltz, Pt. 2 (8. Dezember 1929)                                           |                                   |
| Unveröffentlichte Titel | |                                   |
| 1922                    | - Apple Blossom - Forked Deer - Brilliancy and Cheatum - I, General Logan & Dominton Hornpipe                    | RCA Victor (nicht veröffentlicht) |
| 1929                    | - Apple Blossom - My Frog Ain’t Got No Blues - My Experience On The Ranch - The Arkansaw Traveler - Sally Goodin | RCA Victor (nicht veröffentlicht) |

### Alben
- 1998: Old Time Texas Fiddler 1922 - 1929